# Dasyatis geijskesi
Dasyatis geijskesi  (лат.) — малоизученный вид рода хвостоколов из семейства хвостоко́ловых отряда хвостоколообразных надотряда скатов. Они обитают в тропических водах  юго-западной и центрально-западной частях Атлантического океана. Встречаются на глубине до 25 м. Максимальная зарегистрированная ширина диска 1,5 м. Грудные плавники этих скатов срастаются с головой, образуя ромбовидный диск, ширина которого равна длине. Рыло вытянутое и заострённое. Хвост длиннее диска. Позади шипа на хвостовом стебле вентрально расположен верхний и нижний кили. Окраска дорсальной поверхности диска коричневого цвета. Подобно прочим хвостоколообразным Dasyatis geijskesi размножаются яйцеживорождением. Эмбрионы развиваются в утробе матери, питаясь желтком и гистотрофом. Не являются объектом целевого промысла. В качестве прилова попадаются при донном тралении. 

## Таксономия и филогенез
Впервые Dasyatis geijskesi был научно описан датским ихтиологом Мартинусом Босейманом в 1948 году. Основанием для описания был неполовозрелый самец с диском шириной 36 см, пойманный у побережья Суринама.  Вид назван в честь директора суринамского музея в Парамарибо, снабжавшего автора материалом для изучения морской фауны Суринама. 
В 2001 году был опубликован филогенетический анализ 14 видов хвостоколов, основанный на морфологии. В нём Dasyatis geijskesi и Dasyatis guttata были признаны близкородственными видами, образующими кладу с острорылым хвостоколом,Dasyatis margaritella, Himantura gerrardi и гладким скатом-бабочкой, как корневыми видами. Эти данные укрепляют мнение, что ни род хвостоколов ни род хвостоколов-гимантур не является монофилетическим.  

## Ареал и места обитания
Dasyatis geijskesi обитают в юго-западной и центрально-западной частях Атлантического океана у северного побережья Южной Америки. Они встречаются в прибрежных солоноватых водах от Венесуэлы и Тринидада и Тобаго до севера Бразилии. Заходят в эстуарии рек бассейна Амазонки. Это один из самых редких видов хвостоколов в своём ареале. Они предпочитают места с илистым дном и плохой видимостью глубиной 5—25 м. Dasyatis geijskesi совершают сезонные миграции, обусловленные изменением солёности воды, заходя в засушливое время в прибрежные бухты и уплывая в открытое море в сезон дождей.

## Описание
Грудные плавники этих скатов срастаются с головой, образуя ромбовидный диск, ширина которого равна длине, с выгнутым передним краем и закруглёнными плавниками («крыльями»). Рыло вытянутое и заострённое в виде треугольника. Его длина составляет 39—54 % ширины диска. Позади крошечных глаз расположены брызгальца, которые превышают их по размеру. На вентральной поверхности диска расположены 5 жаберных щелей, рот и ноздри. Между ноздрями пролегает лоскут кожи с бахромчатым нижним краем. Центральная часть рта слегка зазубрена. Зубы выстроены в шахматном порядке и образуют плоскую поверхность. На обеих челюстях имеется по 56—68 зубных рядов. На дне ротовой полости пролегает ряд из 5 выростов. 
Длина брюшных плавников в 2 раза превышает ширину. Кнутовидный хвост в 2 раза длиннее диска. Как и у других хвостоколов на дорсальной поверхности у основания хвостового стебля расположен зазубренный шип, соединённый протоками с ядовитой железой. Иногда у скатов бывает 2 шипа. Периодически шип обламывается и на их месте вырастает новый. Позади шипа на хвостовом стебле расположена дорсальная и вентральная кожные складки. Вдоль позвоночника от глаз до основания хвоста пролегает ряд мелких костяных бляшек. Крупные бляшки покрывают основание грудных плавников. Позади ядовитого шипа хвост до кончика покрыт коническими шипиками. Окраска дорсальной поверхности диска ровного коричневого цвета. Вентральная поверхность диска белая, края темнее основного фона. Максимальная зарегистрированная ширина диска 1,5 м, хотя средние размеры не превышают 70 см.

## Биология
Подобно прочим хвостоколообразным Dasyatis geijskesi  относится к яйцеживородящим рыбам. Эмбрионы развиваются в утробе матери, питаясь желтком и гистотрофом. Самки приносят потомство ежегодно, приплывая в прибрежные воды. В помёте 1—3 новорожденных, хвост которых в 3 раза длиннее диска. Рацион состоит из ракообразных, полихет и моллюсков. Скаты выкапывают добычу из грунта и дробят панцири своими мощными зубами. 

## Взаимодействие с человеком
Dasyatis geijskesi являются объектом целевого лова у местных рыбаков. Попадаются в качестве прилова при коммерческом промысле в эстуарии Амазонки. Мясо употребляют в пищу. Оно окрашено в тёмно-красный цвет, поэтому ценится невысоко. Международный союз охраны природы присвоил этому виду статус сохранности «Близкий к уязвимому положению». 